# 鹫峰禅寺
32°01′18.96″N 118°47′27.62″E / 32.0219333°N 118.7910056°E
鹫峰禅寺位于中国江苏省南京市秦淮区白鹭洲公园内东北角，初建于明代天顺五年（1461年），原为中刹，以纪念唐代名僧鹫峰而得名，寺以周边的山水园林风景知名。按明代邹干《鹫峰寺碑记略》，当时的鹫峰禅寺分天王殿、大雄宝殿和毗卢阁三进，天王殿内左右有钟楼和鼓楼，大雄宝殿前左右有观音殿和藏经殿，另在东侧建佛堂和方丈等。原建筑在近代因火灾和京市铁路建设，至1949年前夕已只剩破屋数椽，其后则沦为民居。现存建筑为1993年开始整修复原，大雄宝殿为近年新建。寺西侧为原属回光寺，初建于明宣德六年（1431年），2006年重建的白塔（现名白鹭塔），为七级八面的楼阁式塔。

## 图集

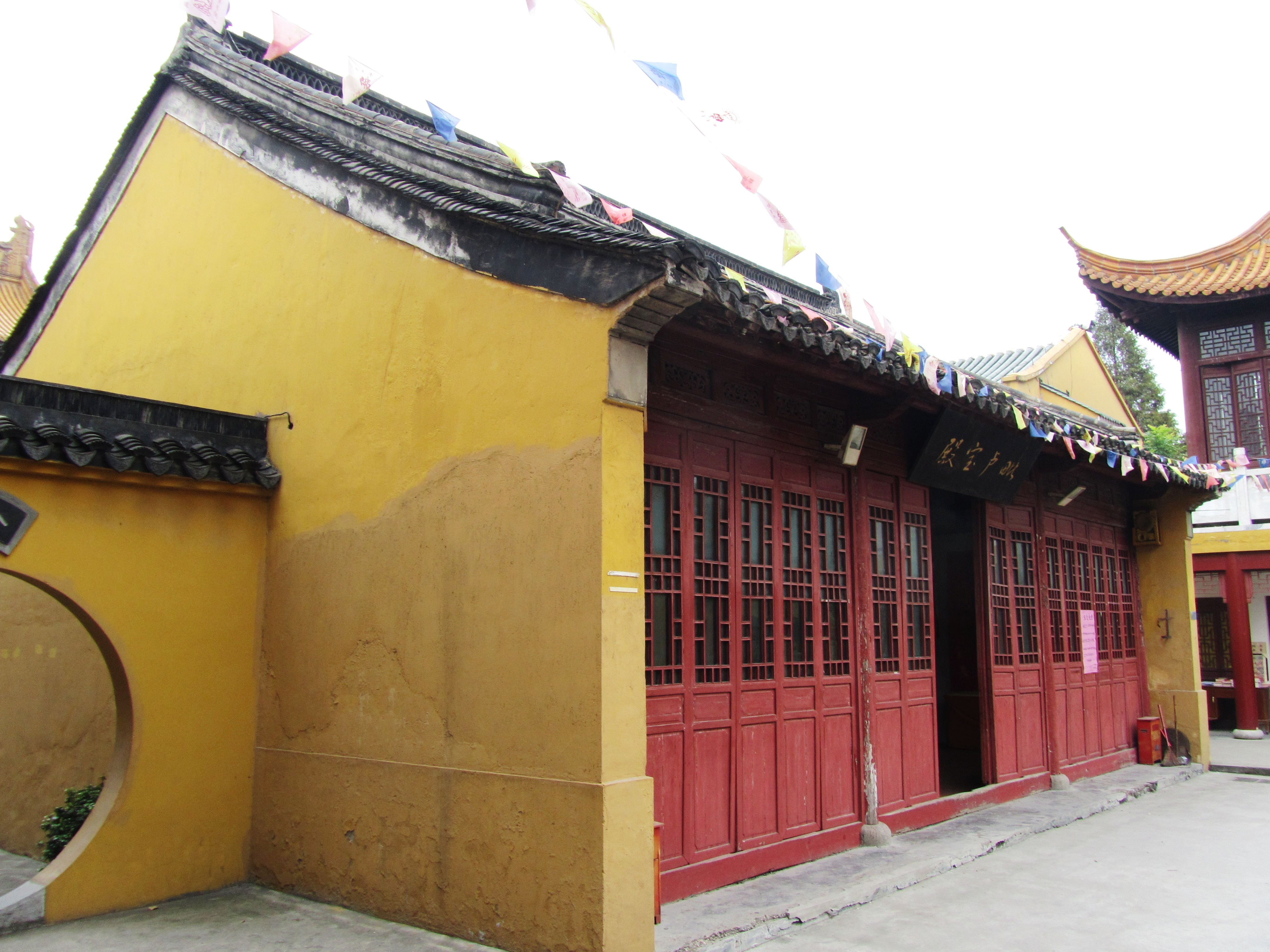
第二进，毗卢宝殿
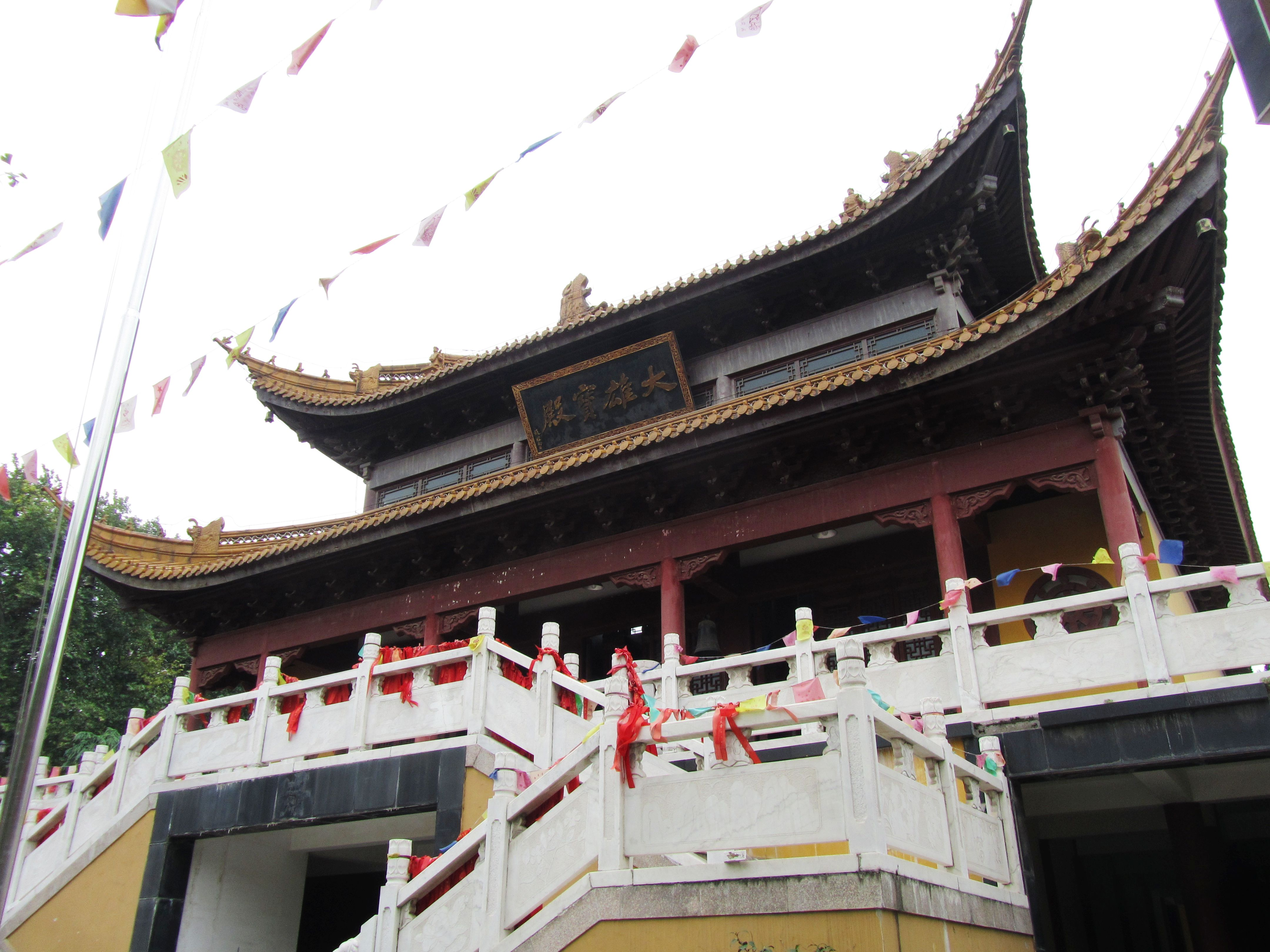
第三进，大雄宝殿
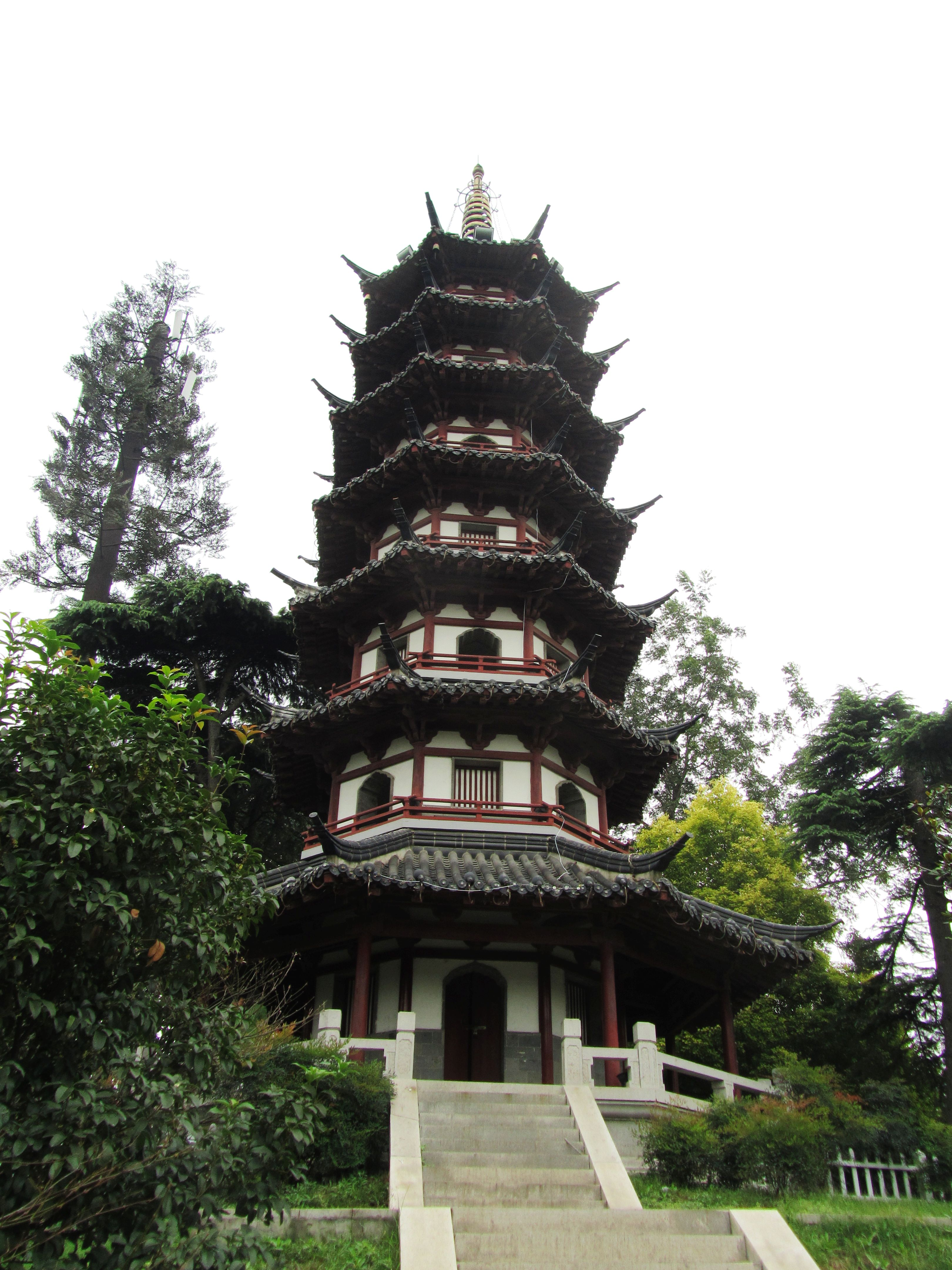
白鹭塔